# 大分県立別府青山高等学校
大分県立別府青山高等学校（おおいたけんりつ べっぷあおやまこうとうがっこう）は、かつて大分県別府市野口原にあった公立高等学校。

## 設置学科
- 普通科

## 沿革
- 1964年 - 大分県立別府青山高等学校（女子校）設置。
- 1976年 - 男女共学化。
- 1991年 - 正門脇に乙女の像を建立[1]。
- 2005年 - 第87回全国高等学校野球選手権大会出場。
- 2007年 - 普通科単位制制度導入。
- 2012年 - 第84回選抜高等学校野球大会出場。
- 2017年3月31日 - 閉校。

## 高校再編
2008年（平成20年）1月9日に大分県教育委員会が公表した2010 - 2014年度の後期高校再編計画の検討素案においては、本校と別府羽室台高校とを統合し、新たな高校を本校の敷地に設けることが提案された。同年8月27日に県教委が決定した最終案では、本校および別府羽室台高校に加えて、別府市立別府商業高校を県立高校に移管した上、3校で統合を行うこととなった。
新設校は、2015年（平成27年）4月に、本校及び本校と隣接している別府商業高校両校の敷地に開校した。普通科4学級、商業科3学級、グローバルコミュニケーション科1学級の計3学科8学級が設置されている。名称は、「別府翔青」、「別府総合」、「別府希望ケ丘」の3案の中から大分県立別府翔青高等学校が選ばれている。「翔青」の「翔」には「羽室台」の「羽」が含まれていて、読みは「別府商業」の「商」と同じであり、また、「青」は「青山」の1字である。
本校は、在校生が卒業する2017年（平成29年）3月末をもって閉校した。

## 著名な出身者
- 安達澄（参議院議員）
- 小波功（防衛省南関東防衛局長）
- 志賀大士（TBSバラエティー制作部プロデューサー、元TBSアナウンサー）[8]
- 大山暁史（プロ野球選手）[9]
- 佐藤律子（作家）
- 村津孝仁（大分放送アナウンサー）
- 酒井達磨（プロサッカー選手）